# 369 f.Kr.
| 369 f.Kr.          |
| ------------------ |
| Dødsfald - Fødsler |

## Dødsfald
- Zhou Lie Wang, konge af Zhou-dynastiet
- Amyntas II, konge af Makedonien